# Alianța Internațională a Femeilor
Alianța Internațională a Femeilor a fost înființată în anul 1904 de către Carrie Chapman Catt. Are sediul la Geneva, Elveția. Alianța Internațională a Femeilor este o organizație non-guvernamentală internațională. Aceasta cuprinde 41 de organizații membre implicate în promovarea drepturilor omului în rândul femeilor și fetelor la nivel global.
IAW are statut consultativ general în cadrul Consiliului Economic și Social al ONU și este acreditată în multe agenții specializate ale ONU, are statut de participare la Consiliul Europei și este reprezentată în Liga Arabă, Uniunea Africană și alte organizații internaționale.

## Istoric
În anul 1902, a fost înființată, în cadrul unei întâlniri care a avut loc la Washington și la care au participat femei din unsprezece țări, the International Alliance of Women for Suffrage and Legal Citizenship.
În anul 1904 a avut loc o a doua întâlnire la Berlin. Acela a fost momentul constituirii oficiale a International Woman Suffrage Alliance (IWSA), reprezentată prin culoarea galben utilizată de sufragii americani din 1867. IWSA a devenit organizația internațională pentru sufragii. În urma Primului Război Mondial, organizația și-a încetat activitatea.
În cadrul Congresului din anul 1926 de la Paris, numele organizației a fost schimbat în International Alliance of Women for Suffrage and Equal Citizenship. În anul 1946 s-a adoptat denumirea actuală a organizației. Un an mai târziu, în 1947, IAW devine una dintre primele organizații căreia i se acordă statut consultativ general în cadrul Consiliului Economic și Social al Națiunilor Unite.

## Principii
În anul 1904 au fost enunțate șase principii care stau la baza IAW:
1. Femeile și bărbații se nasc egali;
2. Relația dintre sexe are la bază inter-dependență și cooperare;
3. Relația artificială și nedreaptă a sexelor în societatea modernă la bază teorii false;
4. Problemele economice existente din întreaga lume sunt bazate pe nedreptăți sociale, juridice și economice la adresa femeilor;
5. Guvernele care impun impozite și legi asupra cetățenilor lor, fără a le acorda femeilor dreptul la acord sau la dezacord, exercită o tiranie care nu este compatibilă cu guvernul just;
6. În orice formă reprezentativă de guvernământ, femeile ar trebui să beneficieze de toate drepturile și privilegiile politice în calitate de alegători.

Pe lângă cele șase principii enunțate în 1904 care cuprind chestiuni legate de egaliatea în drepturi între femei și bărbați, IAW se ghidează după următoarele două afirmații: Drepturile femeilor sunt drepturile omului și Drepturile omului sunt universale, indivizibile și interdependente. IAW susține că o condiție prealabilă pentru asigurarea acestor drepturi este ratificarea și punerea în aplicare a Convenției privind eliminarea tuturor formelor de discriminare împotriva femeilor.